# 8697 Olofsson
8697 Olofsson è un asteroide della fascia principale. Scoperto nel 1993, presenta un'orbita caratterizzata da un semiasse maggiore pari a 3,1060599 UA e da un'eccentricità di 0,1620111, inclinata di 0,97737° rispetto all'eclittica.